# Amos Hostetter Jr.
Amos Barr Hostetter Jr., nascido em 12 de janeiro 1937 em Boston, é o fundador, ex-presidente e diretor executivo da Continental Cablevision. Com uma receita liquida de aproximadamente US$2,6 bilhões, está posicionado na 512ª posição do ranking das pessoas mais ricas do mundo, criada pela pela revista Forbes. Ele também atuou como presidente da C-SPAN.

## Biografia
Amos é filho do falecido Amos Hostetter, comerciante proeminente da Commodities Corporation e Hayden Stone. Formou-se no ensino secundário pela Escola Pingry, em 1954. Em 1958, obteve bacharel em administração pelo Amhest College. 5 anos depois, em 1961,  obteve MBA em Economia pela Universidade Harvard.
Em 1963, Hostetter e seu irmão fraterno, H. Irving Grousbeck, fundaram a Continental Cablevision em Fostoria (Ohio) e Tiffin (Ohio). Em 1996, quando a empresa era a maior companhia de cabos de propriedade privada, foi vendida para  US West, uma companhia de telecomunicações estadunidense.
Em 2003, Hostetter comprou a segunda casa de Harrison Gray Otis, importante político de Massachusetts por um valor de US$12 milhões.
Atualmente, Hostetter é presidente da Pilot House Associates, LLC. Ele também é administrador do Amhest College, aonde ele se formou no ensino secundário.

## Vida pessoal
Em 1982, Hostetter casou-se com Barbara Lynn Walsh. Eles tem três filhos: Caroline, Elizabeth e Tripp.